# Duirete

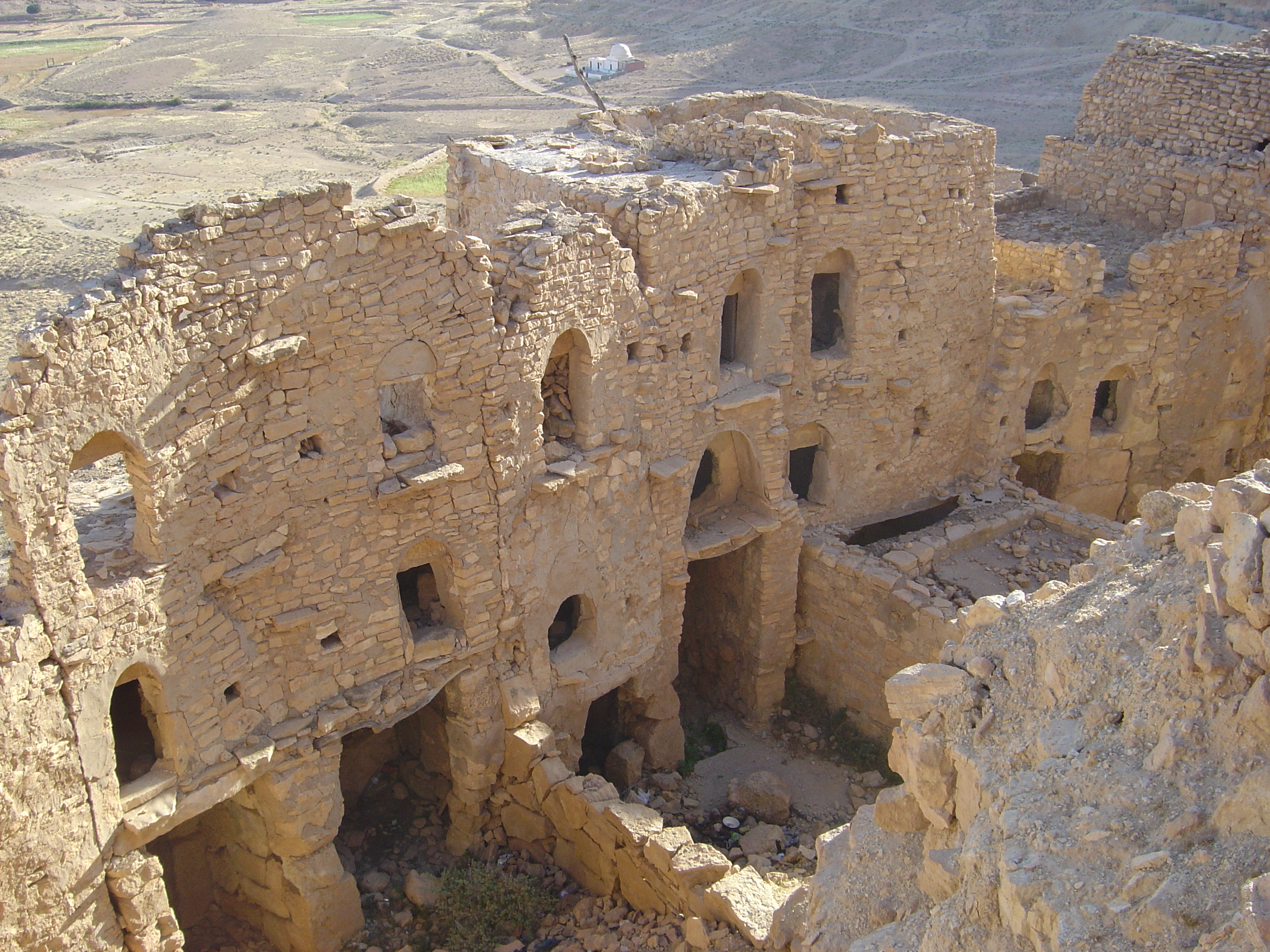
Ruínas do Alcácer de Duirete

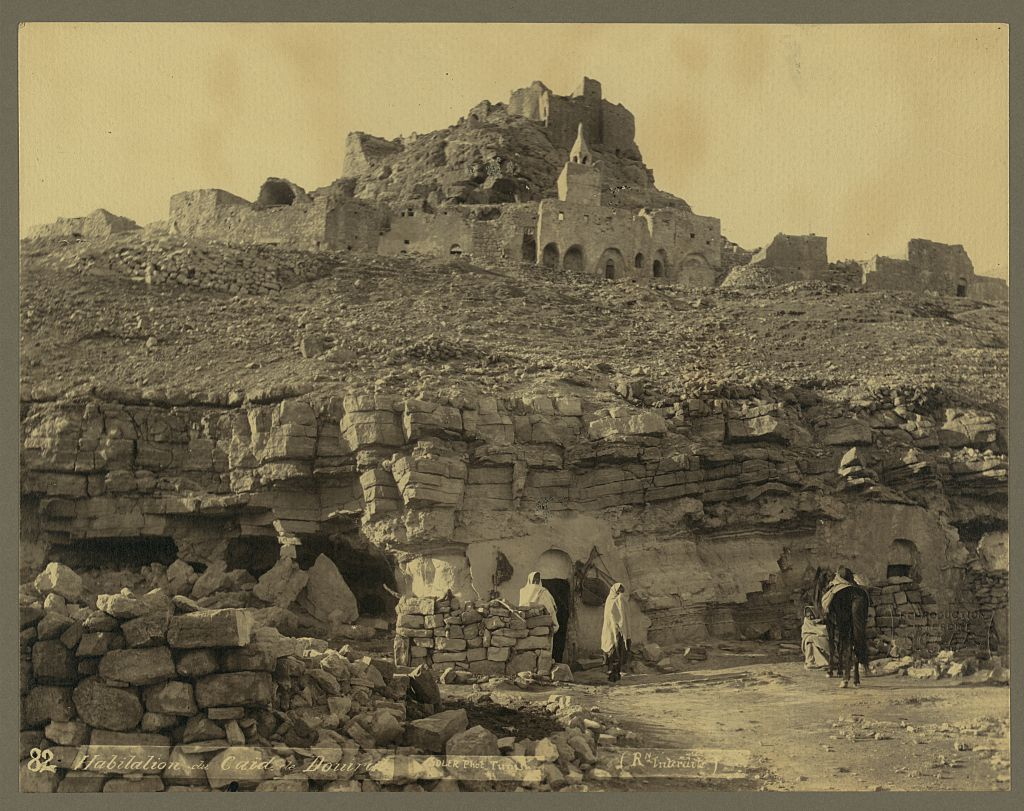
Fotografia de Duirete datada de 1880-1900

Duirete (em árabe: دويرات; romaniz.: Douiret) é uma aldeia berbere do sul da Tunísia, na província (gouvernorat) de Tatauine, 20 km a oeste-sudoeste de Tatauine.

## Descrição
Na realidade, há duas localidades com o nome de Duirete: a antiga aldeia alcandorada nas encostas e no cimo dum monte árido, em ruínas e onde praticamente já não vive ninguém — em 2008 apenas ali residiam duas famílias; — e a nova aldeia construída na década de 1960 cerca de 1,5 km a sul, num vale elevado mais plano, para onde praticamente todos os habitantes tinham já sido transferidos no início dos anos 1970. A antiga aldeia é constituída por pequenas habitações trogloditas escavadas na rocha chamadas ghiren (plural de ghar, que significa gruta), as quais têm o nome da família do seu proprietário e estão alinhadas em meandros ao longo das escarpas. Os antigos campos agrícolas estão abandonados por falta de manutenção das valas de irrigação e dos jessours (socalcos que retêm grande parte da pouca chuva que cai), um sistema crucial para a viabilidade da agricultura nas montanhas do deserto.[carece de fontes?]
A aldeia antiga é dominada por uma alcala (kalâa) ou alcácer (ksar), que cumpria várias  funções. Como fortaleza de difícil acesso, de onde se consegue observar todos os movimentos em redor, era um local de refúgio em caso de ataques de invasores ou ladrões. Graças aos alcáceres (que por generalização também designa as aldeias fortificadas) e ao estabelecimento de relações de clientela, vassalagem e de proteção com as tribos árabes que chegaram no século XI, durante as invasões dos Banu Hillal, as populações berberes conseguiram manter-se. O alcácer serve igualmente como armazém de víveres, onde também se podiam esconder dos ladrões outros bens preciosos. Por último, o alcácer tinha também um papel social, por ser o ponto de encontro dos habitantes, onde se discutiam transações comerciais, se contavam histórias e se jogava kharbga, uma espécie de damas.
Originalmente, Duirete era uma comunidade rural de montanha de etnia,  cultura e língua berbere. As populações que construíram os alcáceres da região são chamadas Jbalia (gentes da montanha). A língua materna dos habitantes que vivem na nova aldeia é douiri, uma variante do chelha tunisino, um dialeto berbere usado no sul da Tunísia e em Djerba. Atualmente, o dialeto local inclui muitas palavras do árabe comum, da sua variante tunisiana e uma série de termos de outras línguas, nomeadamente do francês e italiano.[carece de fontes?]

## História
Acredita-se que Duirete foi fundada por Gazi ibne Duaiebe Bu Cenana, que se instalou na região no final do século XIV ou início do XV, vindo provavelmente da região marroquina do Tafilete. Foi um local importante de paragem das caravanas entre Gabès, a norte, e o oásis e cidade de Gadamés, atualmente na Líbia, a sul.
Em 1850, tinha aproximadamente 3 500 habitantes. Em 1882, logo após a instituição do Protetorado Francês da Tunísia, os franceses instalaram ali o centro administrativo e militar do sul da Tunísia, mas essas funções foram transferidas para Tataouine pouco tempo depois.[carece de fontes?]
No século XX, a população decresceu gradualmente devido à emigração dos seus habitantes, sobretudo para Tunes. No final do século, a antiga Duirete tornou-se uma aldeia fantasma em ruínas, com a mudança das poucas famílias que não tinham emigrado para a nova aldeia construída pelo governo no sopé das montanhas.[carece de fontes?]